# ウィークエンドi
『ウィークエンドi』（ウィークエンドアイ）は、2000年4月1日から2005年3月19日まで新潟放送（BSNテレビ）で毎週土曜 9:25 - 10:20（日本標準時）に放送されていた情報番組。
番組は、2005年春の改編とともに終了。替わって、本番組終了時の出演メンバーを起用した平日夕方のワイド番組『イブニング王国!』がスタートし、番組が実施していたコーナーも同番組へと引き継がれた。

## 出演者
いずれも、番組出演当時は新潟放送のアナウンサー。
- 伊藤麻子 - 「麻子のハッピークッキング」担当。
- 新保真徳 - 「旅しんぼ」担当。
- 大島沙耶香 - 2002年から出演[3]。「さやかのドンドンクッキング」担当。
- 伊勢みずほ - 2002年から出演[3]。「○得行ってみずほ」担当。
- 小林恵子 - 大島に替わって出演。「こばケイのおっケイクッキング」担当[4]。

## コーナー
- ○得行ってみずほ - 番組の終了後、『イブニング王国!』月曜のイチオシコーナーで「まちかど行ってみずほ」として続けられた。
- 麻子のハッピークッキング - 番組の終了後、『イブニング王国!』水曜のコーナー「麻子のハッピーキッチン」として続けられた。
- 生鮮情報 - 番組の終了後、『イブニング王国!』金曜のコーナー「いただき生鮮情報」として続けられた。
- 旅しんぼ - 新保が新潟県内の温泉地や鉄道沿線地域などを旅する模様を放送。「発見!? 旅しんぼ」「温泉・旅しんぼ」「沿線 旅しんぼ」と改題の後、最後の3か月間は「開運！旅しんぼ」と題して行われていた[5]。